# 아베야마코엔역
아베야마코엔역 또는 아베야마공원역(일본어: 安部山公園駅)은 일본 후쿠오카현 기타큐슈시 고쿠라미나미구에 위치한 규슈 여객철도 소속 철도역이며, 닛포 본선의 정차역이다.

## 역구조 및 승강장
2면 2선의 상대식 승강장 구조의 지상역이며, 규슈교통기획으로부터 위탁관리되는 역이다.
| 플랫폼 | 노선        | 방향   | 행선지                             |
| 1      | ■ 닛포 본선 | 상행선 | 고쿠라 · 모지 항 · 시모노세키 방면 |
| 2      | ■ 닛포 본선 | 하행선 | 유쿠하시 · 나카쓰 · 오이타 방면    |

## 역 주변
- 아베야마 공원
- 기타큐슈 종합병원
- 선리브시티 고쿠라

## 인접 역
| 닛포 본선        | 닛포 본선 | 닛포 본선                   |
| ---------------- | --------- | --------------------------- |
| 조노 고쿠라 방면 | ■ 보통    | 시모소네 가고시마 중앙 방면 |